# Rendez-vous « Sport, Santé Bien-être »
La fête Week-end du sport en famille devenue en 2010 Rendez-vous « Sport, Santé Bien-être » a pour but « d’utiliser le sport comme facteur de lien social en valorisant la pratique sportive en famille, dans sa dimension conviviale et de loisirs ». 

## Origine

### Lancement en 2004
L'organisation de la journée « Week-end du sport en famille » a été proposée pour la première fois par le ministère de la Jeunesse, des Sports et de la Vie associative en partenariat avec le ministère de la Famille et de l’Enfance les week-ends du 18-19 septembre 2004 et du 2-3 octobre 2004. 
Le ministère des sports a demandé à chaque département d'organiser des manifestations dans le cadre de ce week-end. 
En 2004, plus de 700 manifestations ont été organisées à ce titre.

### De 2004 à 2009
Cette journée s'est répétée :
- le week-end des 1er et 2 octobre 2005[2] où plus de 1 200 manifestations ont été organisées.

- le week-end des 30 septembre et 1er octobre 2006[3] ;

- le week-end des 29 et 30 septembre 2007[4] ;

- le week-end des 27 et 28 septembre 2008[5] ;

- le week-end des 26 et 27 septembre 2009[6].

### Depuis 2010
Cet événement a été remplacé à partir de 2010 par les « rendez-vous "Sport, Santé Bien-être" » : les premiers rendez-vous « Sport, Santé Bien-être », organisés par le ministère de la Santé et des Sports, le Comité national olympique et sportif français et la Fédération nationale de la mutualité française, ont eu lieu  dans toute la France les 24, 25 et 26 septembre 2010, sur 259 sites. En septembre 2011, la deuxième édition des rendez-vous « Sport, Santé, Bien-être » avait pour objectif de réunir des milliers de Français sur tout le territoire national pour les inciter à davantage pratiquer une activité physique, et ce, de manière régulière et encadrée.
La prochaine édition aura lieu le dimanche 23 septembre 2012.

## Le «Famillathlon»
C'est dans le cadre de cette fête du sport en famille qu'a été créé le Famillathlon, pour la première fois en 2005 au Champ de Mars à Paris : démonstrations et initiations à la pratique sportive (athlétisme, gymnastique, boxe française, escalade, tai chi chuan, et bien d’autres encore). Un pôle d’informations a également été proposé, en partenariat avec le rectorat de Paris, sur la thématique « santé-équilibre ».
Cette manifestation a été organisée :
- en 2005 à Paris ;
- en 2006 à Paris, Lyon ;
- en 2007 à Paris, Lyon, Saint-Cloud[10] ;
- en 2008 à Paris, Lyon, Saint-Cloud, Poitiers/Buxerolles, Chartres[11] ;
- en 2009 à Paris, Saint-Cloud, Chartres, Bargemon, Rouen, Nevers[12] ;
- en 2010 à Paris, Saint-Cloud, Chartres, Bargemon, Rouen, Nevers, Lille, Antibes[13] ;
- en 2011 à Paris, Saint-Cloud, Chartres, Draguignan/Bargemon, Mantes-la-Jolie, Nevers[14] ;

Cet événement a dépassé les frontières de la France en 2009 puisqu'il a été organisé à Sofia (Bulgarie) le samedi 9 mai 2009 puis en 2010 ; le 14 mai 2011 pour la troisième fois à Sofia et la première fois dans deux autres villes bulgares.

## Pour approfondir